# Garrison (Montana)
Garrison – jednostka osadnicza w Stanach Zjednoczonych, w stanie Montana, w hrabstwie Powell.